# 네덜란드 식민제국
네덜란드 식민제국(네덜란드어: Nederlandse koloniën)은 네덜란드의 회사, 그 중에서도 네덜란드 서인도 회사와 네덜란드 동인도 회사가 다스리던 해외 식민지, 소수민족 거주지, 그리고 거점들로 구성된 네덜란드 공화국, 그리고 1830년대 이후 네덜란드의 영토들을 통칭한다.
초기에 이 지역을 전략적으로 중요한 곳에 위치한 거점들을 통한 국제해상수송의 네덜란드 통치 지역과 상회의 영향을 받은 교역 중심의 독립체였고, 확장적인 영토 사업은 아니었다. 몇몇 예외를 제외하고는 네덜란드 제국의 해외 영토는 여러 내륙 지역과 주변 교외 지역의 병합과 함께 해안 요새, 공장, 항구 내 정착지로 구성되어 있었다. 네덜란드의 공인된 회사들은 그들의 소유권이 불필요한 비용을 피하기 위해 가능한 좁은 지역으로 유지되기를 지시했으며 네덜란드령 케이프 식민지나 네덜란드령 동인도는 원주민 국가들에 의해 무역 거점이 고립되자 식민주의자들의 압력으로 인해 영토를 확장한 것이었다. 이러한 사실들은 네덜란드 제국의 주요 네트워크가 원주민의 영토에 대한 주권 행사보다는 상업적 교환에 초점을 두었음을 알 수 있다.
네덜란드인들의 제국적 야망은 선박 수송 산업이 강화되고, 유럽과 오리엔트 지방 간의 해상 교역 확장에서 중요한 역할을 맡으면서 촉진되었다. 유럽의 작은 교역 회사들은 대규모 운용을 위한 자본이나 인력이 부족했기 때문에 네덜란드 의회는 네덜란드령 서인도 회사와 동인도 회사를 17세기 초 공인했다. 이 회사들은 당시 가장 크고 광범위한 해상교역회사로 알려졌으며, 한 때는 마젤란 해협을 통해 남아메리카 일대와 아프리카 동부, 희망봉을 비롯한 남반구 일대의 유럽 무역항로를 독점하기도 했다. 회사의 짧았던 전지구적 상업적 지배는 상업혁명과 네덜란드 황금기라 불리는 네덜란드의 문화적 융성을 야기했다. 아시아와 유럽 사이의 새 교역로를 찾기 위해 네덜란드 항해사들은 북아메리카 동해안 일부와 뉴질랜드, 태즈메이니아섬과 같은 여러 지역을 발견해 네덜란드 본국의 영토로 선포했다.
절정기에 이른 직후 네덜란드 제국은 17세기 말부터 19세기 초까지 여러 차례 벌어진 영국-네덜란드 전쟁으로 인해 식민지와 무역 독점권을 잃고 말았다. 그럼에도 불구하고 네덜란드령 동인도와 네덜란드령 기아나를 비롯한 몇몇 식민지는 제2차 세계 대전 직후의 탈식민지화 현상이 발생할 때까지 제국의 일부로 남아 있었다. 서인도 제도에 위치한 네덜란드의 옛 식민지였던 아루바, 퀴라소, 신트마르턴은 네덜란드 왕국의 구성국으로 남아 있다.

## 같이 보기
- 네덜란드어 연합